# Radost až na kost
Radost až na kost je v pořadí třetí studiové album skupiny Mňága a Žďorp. Na jeho produkci se podílel Laco Lučenič.
Album vyšlo v září 1993 ve vydavatelství Monitor na CD, MC a LP.

## Obsazení
- Petr Fiala – zpěv, sbor, kytara [13]
- Martin Knor – sólová kytara
- Radek Koutný – rytmická kytara, akustická kytara
- Lukáš Filip – altsaxofon, zpěv [8], sbor
- Petr Nekuža – baskytara, bezpražcová baskytara [13]
- Karel Mikuš – bubny, tamburína, zpěv [6 až 8, 11, 12], sbor

## Hosté
- Mikoláš Chadima – tenorsaxofon [1, 5, 6, 12]
- Laco Lučenič – havajská kytara [13], tuba [13], kytara [7], klavír [8]
- Zbyněk Tvarůžek – klávesy [8, 10]
- Milan Muchna – trubka [2, 3, 10]
- Johanka Rusínová – zpěv [2, 4, 12], sbor [1, 3, 6 až 9, 12, 13]
- Gustav Řezníček – zpěv, sbor [1, 3, 6 až 9, 12, 13]
- Ján Martinkovič – sbor [1, 3, 6-8, 13]
- Jirka Dohnal – banjo [13]
- Dáša Suchorková – hoboj [4]

## Seznam písní
1. Žádné nové zprávy
2. Dveře do pokoje
3. Malý obr aneb Jako letadlo
4. Tenkrát na východě
5. Ve skutečnosti
6. Otčenáš
7. Po kapkách
8. Však jednou budu taky mladý
9. 1. Miluju tě 2. Nenávidím tě 3. Nechápu tě 4. Chci tě
10. Něco jede…!
11. Chtěl bych
12. Radost až na kost
13. U vedlejšího stolu